# チャンドラ・クロフォード
チャンドラ・クロフォード（Chandra Crawford、1983年11月19日 - ）は、カナダ、アルバータ州Canmore出身のクロスカントリースキー選手。

## プロフィール
スプリント種目を得意とし、国際大会での入賞はほとんどがこの種目でのものである。2001年のノルディックスキージュニア世界選手権に初出場、スプリント27位となった。
クロスカントリースキー・ワールドカップへのデビューは2005年1月16日で、スプリント35位に終わった。
2006年トリノオリンピックではパシュートで60位だったが個人スプリントでは金メダルを獲得する活躍を見せた。
2007-2008シーズンにはワールドカップで2勝をあげて、ともに自己最高となる総合23位、種目別スプリント総合7位となった。